# 亚伊德霍夫
亚伊德霍夫是奥地利下奥地利州克雷姆斯兰县的一个市镇。总面积44.93平方公里，总人口1142人，人口密度25.4人/平方公里（2005年）。